# ارسلان جاذب
ارسلان جاذب از سرداران سلطان مسعود غزنوی و از شیفتگان فردوسی بود که بر گور وی آرامگاهی ساخت.
بنای آرامگاه ارسلان جاذب در جنوب مشهد در شهرستان فریمان واقع شده و به ایاز معروف است. آجر کاری زیبا، چهاردیواری‌ها و کتیبه و تزئینات داخلی گنبد از نفوذ هنری بودایی نشان دارد که همراه با فرهنگ بومی آسیای مرکزی به خراسان کشانده شده‌است.